# Edward Lachman

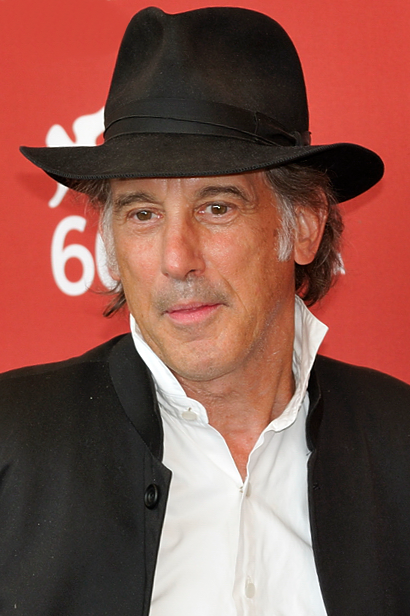
Edward Lachman (2011)

Edward „Ed“ Lachman Jr. (* 31. März 1948 in Morristown, New Jersey) ist ein amerikanischer Kameramann und Fotograf.

## Leben
Ed Lachmans Mutter besaß mehrere Kinos und verschaffte ihm so schon früh direkten Kontakt mit dem Filmgeschäft. Ende der 1960er Jahre ging er nach Europa und studierte dort erst Kunstgeschichte, später an der Harvard University auch noch Filmwissenschaft. Als Kameramann arbeitete er zunächst für Dokumentarfilme von Albert und David Maysles. 1974 folgte seine erste Spielfilmarbeit bei The Lord’s of Flatbush von Marty Davidson. Anschließend filmte er vermehrt für Regisseure des Neuen Deutschen Films wie Werner Herzog, Wim Wenders und später auch Volker Schlöndorff.
Lachman arbeitete in den frühen 80er Jahren mit Jean-Luc Godard zusammen, er hielt mit ihm Szenen der Dreharbeiten von Francis Ford Coppolas Film Einer mit Herz fest; später entstand aus dieser gemeinsamer Arbeit Godards Kurzfilm Une bonne à tout affaire.
Seit Mitte der 1980er arbeitet Lachman wieder hauptsächlich in den USA, vorrangig im Bereich Independentkino, aber auch immer wieder als Dokumentarfilmer. Zu den Regisseuren, mit denen er mehrfach kooperierte, gehören Susan Seidelman, Paul Schrader, Steven Soderbergh, Robert Altman und Todd Haynes. Lachman selber führte 1990 Regie beim Musikvideo zu Annie Lennox’ Coverversion von Cole Porters Ev’ry Time We Say Goodbye (vom AIDS-Benefiz-Album Red Hot + Blue); im Video wurden auf Lennox’ Gesicht private Super-8-Filme von Derek Jarman projiziert. Für Sofia Coppolas Erstlingsfilm The Virgin Suicides erhielt Lachman 1999 den IFP Award als bester Kameramann.
Sein 2002 zusammen mit Larry Clark gedrehter Film Ken Park erregte durch Zensurereignisse in mehreren Ländern Aufsehen (so wurde er etwa in Australien während einer Festivalaufführung von der Polizei beschlagnahmt). Im gleichen Jahr erhielt Lachman für seine Arbeit für Todd Haynes’ Melodram Far from Heaven fast alle großen Kritikerpreise der USA (Boston Society of Film Critics Award, Chicago Film Critics Association Award, Dallas-Fort Worth Film Critics Association Award, Florida Film Critics Circle Award, Los Angeles Film Critics Association Award, New York Film Critics Circle Award, Online Film Critics Society Award und Seattle Film Critics Award) sowie einen Sonderpreis bei den Internationalen Filmfestspielen von Venedig. 2003 wurde er für diesen Film mit dem Independent Spirit Award ausgezeichnet und für den ASC Award sowie den Oscar nominiert. Für das Jahr 2015 wurde Lachman der Marburger Kamerapreis zugesprochen, 2017 erhielt er den ASC Lifetime Achievement Award.
Nebenbei arbeitet Lachman auch als Fotograf. 1981 veröffentlichte er den Fotoroman Chausse-Trappes (Editions de Minuit, Paris), für den Alain Robbe-Grillet ein Vorwort schrieb.
2002 war ihm im Rahmen der Viennale eine eigene Retrospektive gewidmet.
Wiederum als Kameramann fungierte Lachman 2009 bei Todd Solondz’ Life During Wartime und dem Allen-Ginsberg-Biopic Howl – Das Geheul unter der Regie von Rob Epstein und Jeffrey Friedman.

## Filmografie (Auswahl)

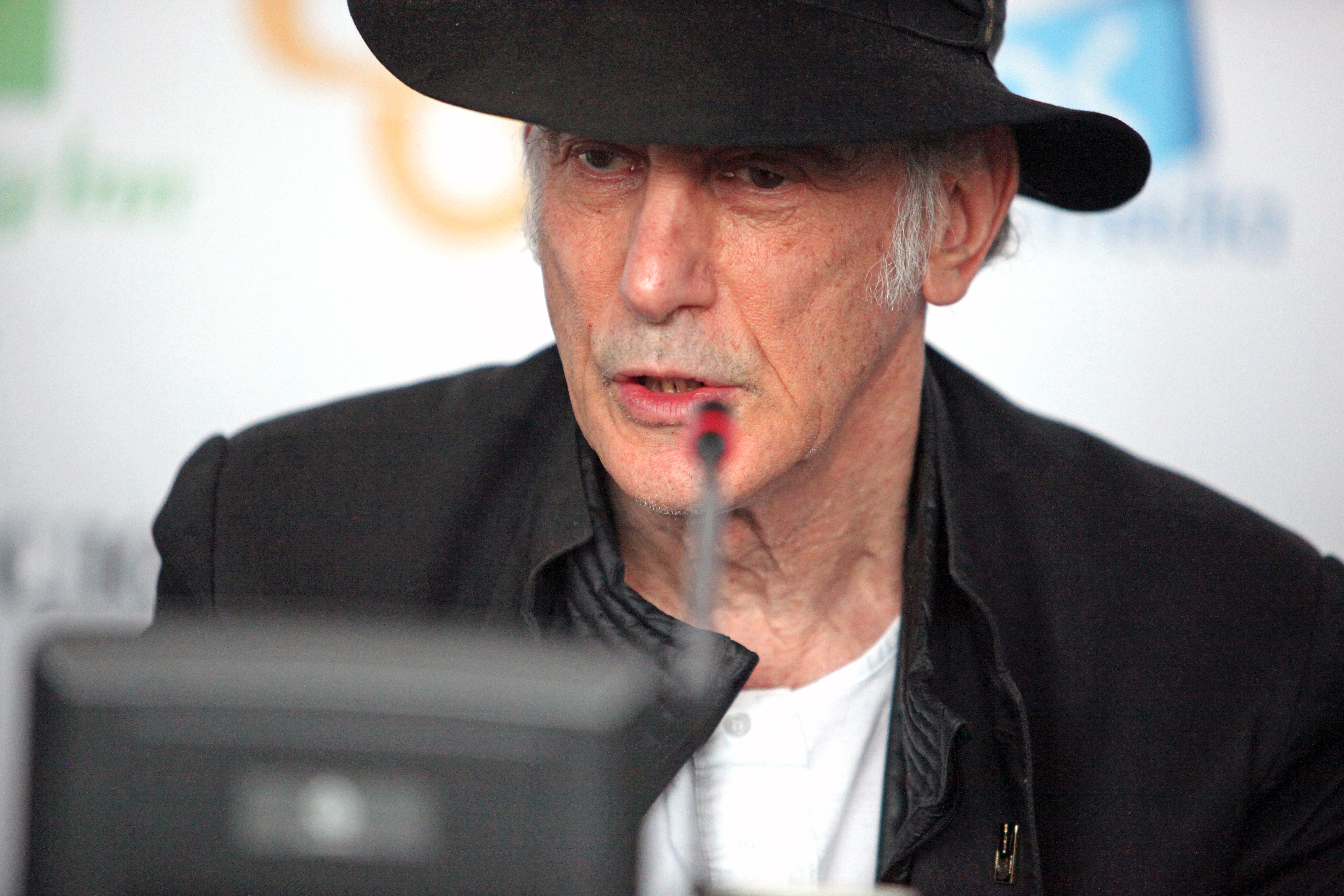
Ed Lachman (2019)

(als Kameramann, wenn nichts anderes angegeben)
- 1970: Shut Up… I’m Crying (Kurzfilm, Produktion)
- 1974: Brooklyn Blues – Das Gesetz der Gosse
- 1976: How much Wood Would a Woodchuck Chuck (Regie: Werner Herzog) – Kameraassistent für Thomas Mauch
- 1977: Stroszek (Regie: Werner Herzog) – Co-Kamera (mit Thomas Mauch), Regieassistenz
- 1977: La Soufrière – Warten auf eine unausweichliche Katastrophe (Regie: Werner Herzog) – Co-Kamera (mit Jörg Schmidt-Reitwein)
- 1977: Der amerikanische Freund (Regie: Wim Wenders) – Kameraassistent für Robby Müller
- 1978: King of the Gypsies (Regie: Frank Pierson) – Co-Kamera (mit Sven Nykvist)
- 1978: Wings of Ash: Pilot for a Dramatization of the Life of Antonin Artaud (Regie: Marcus Reichert)
- 1979: Tödliche Umarmung (Last Embrace; Regie: Jonathan Demme) – additional photographer
- 1980: Union City (Regie: Marcus Reichert)
- 1980: Nick’s Film – Lightning Over Water (Regie: Wim Wenders & Nicholas Ray) – Co-Kamera (mit Martin Schäfer), Darsteller
- 1981: Sie haben alle gelacht (They All Laughed; Regie: Peter Bogdanovich) – Camera Operator für Robby Müller
- 1982: Report from Hollywood – auch Regie, Produktion
- 1982: Split Cherry Tree – Regie: Andrei Kontschalowski
- 1983: Spaces: The Architecture of Paul Rudolph (Dokumentar-Kurzfilm)
- 1984: Die letzte Fahrt nach Harrisburg (The Last Trip to Harrisburg) – auch Co-Regie (mit Udo Kier)
- 1985: Susan … verzweifelt gesucht (Desperately Seeking Susan; Regie: Susan Seidelman)
- 1985: Tokyo-Ga (Regie: Wim Wenders)
- 1986: True Stories (Regie: David Byrne)
- 1987: Making Mr. Right (Regie: Susan Seidelman)
- 1987: Unter Null (Less Than Zero; Regie: Marek Kanievska)
- 1987: Ein Aufstand alter Männer (A Gathering of Old Men; Regie: Volker Schlöndorff)
- 1990: Catchfire (Backtrack; Regie: Dennis Hopper)
- 1990: Songs for Drella – nur Regie
- 1991: Mississippi Masala (Regie: Mira Nair)
- 1991: London Kills Me (Regie: Hanif Kureishi)
- 1992: Light Sleeper (Regie: Paul Schrader)
- 1992: My New Gun (Regie: Stacy Cochran)
- 1995: Meine Familie (My Family; Regie: Gregory Nava)
- 1997: Touch (Regie: Paul Schrader)
- 1997: Selena (Regie: Gregory Nava)
- 1998: Why Do Fools Fall in Love (Regie: Gregory Nava)
- 1999: The Virgin Suicides (Regie: Sofia Coppola)
- 1999: The Limey (Regie: Steven Soderbergh)
- 2000: Erin Brockovich (Regie: Steven Soderbergh)
- 2000: Dr T and the Women (Regie: Robert Altman) – Co-Kamera (mit Jan Kiesser)
- 2001: Sweet November (Regie: Pat O’Connor)
- 2002: S1m0ne (Regie: Andrew Niccol)
- 2002: Ken Park – auch Co-Regie (mit Larry Clark)
- 2002: Dem Himmel so fern (Far from Heaven; Regie: Todd Haynes)
- 2003: Carmen Electra's Aerobic Striptease – auch Regie
- 2006: Robert Altman’s Last Radio Show (A Prairie Home Companion; Regie: Robert Altman)
- 2006: Import Export (Regie: Ulrich Seidl) – Co-Kamera (mit Wolfgang Thaler)
- 2007: I’m Not There (Regie: Todd Haynes)
- 2007: Hounddog (Regie: Deborah Kampmeier)
- 2009: Life During Wartime (Regie: Todd Solondz)
- 2009: Collapse (Regie: Chris Smith)
- 2010: Howl – Das Geheul (Howl, Regie: Jeffrey Friedman & Rob Epstein)
- 2011: Mildred Pierce (TV; Regie: Todd Haynes)
- 2012: Dark Blood (Regie: George Sluizer)
- 2012: Paradies: Liebe (Regie: Ulrich Seidl) – Co-Kamera (mit Wolfgang Thaler)
- 2012: Paradies: Glaube (Regie: Ulrich Seidl) – Co-Kamera (mit Wolfgang Thaler)
- 2013: Paradies: Hoffnung (Regie: Ulrich Seidl) – Co-Kamera (mit Wolfgang Thaler)
- 2015: Carol (Regie: Todd Haynes)
- 2016: Wiener-Dog (Regie: Todd Solondz)
- 2017: Wonderstruck (Regie: Todd Haynes)
- 2019: Vergiftete Wahrheit (Dark Waters, Regie: Todd Haynes)
- 2023: El Conde (Regie: Pablo Larraín)
- 2024: Maria (Regie: Pablo Larraín)